# Années 1120
Les années 1120 couvrent la période de 1120 à 1129.

## Évènements
- 1119-1137 : reconquête des côtes de Cilicie par Jean II Comnène aux dépens des Seldjoukides[1].
- 1121 : début de la révolte des Almohades au Maghreb[2].
- 1120-1130 : vingt-trois conciles se tiennent en France[3].
- 1120-1140 : l'enseignement du droit se diffuse dans les écoles cathédrales du Sud de la France (Agde, Nîmes, Béziers, Arles) et les écoles urbaines de Montpellier et Saint-Gilles[4].

- 1122-1126 : guerre entre Byzance et Venise[5].
- 1122 : concordat de Worms ; fin de la Querelle des Investitures[6].
- 1124 : 
  - Kiya Buzurg-Ummîd devient chef de la secte des Assassins en Syrie à la mort de Hassan ibn al-Sabbah[7].
  - élection du pape Honorius II[8].
- 1124-1125 : les Jurchens détruisent l’empire Khitan des Liao au Nord de la Chine, puis attaquent leurs anciens alliés Song (1126)[9].
- 1125 :
  - crise de succession à la mort de l’empereur Henri V ; début de la querelle des Guelfes et des Gibelins[10].
  - partage de la Provence en comté de Provence, comté de Forcalquier et marquisat de Provence[11].
- 1125-1200 : Drang nach Osten. Les Allemands commencent la colonisation des pays entre Elbe et Oder au détriment des slaves (Wagriens, Obodrites, Sorabes, Lusaciens, etc.). L’empereur Lothaire pousse la frontière de l’empire jusqu’au Bóbr (Żagań) à l’est de la Nusa (Neisse). Boleslas III le Bouche-Torse, roi de Pologne, est forcé de reconnaître sa suzeraineté pour la Poméranie et l’île de Rügen, disputée aux Danois[12].
- 1127 : affranchissement du comté de Bourgogne[13].
- 1128-1129 : guerre entre Byzance et la Hongrie[14].

- Poursuite du mouvement communal dans le nord de la France, en Flandre et en Italie du Nord[15].
- Avant 1128 : fondation du monastère du Sauveur, à Polotsk (Russie), par Euphrosyne, petite-fille du prince Vseslav de Polotsk, devenue moniale[16].

## Personnages significatifs
- Pierre Abélard
- Ari Þorgilsson
- Baudouin du Bourg
- Boleslas III le Bouche-Torse
- Buri Taj el-Moluk
- Aq Sonqor Bursuqî
- Geoffroy V d'Anjou
- Guillaume Cliton
- Héloïse d'Argenteuil
- Henri Ier d'Angleterre
- Ibn al-Khashshâb
- Ibn Toumert
- Jean II Comnène
- Lothaire de Supplinbourg
- Louis VI de France
- Mathilde l'Emperesse
- Norbert de Xanten
- Pierre le Vénérable
- Thierry d'Alsace
- Sanjar
- Suger de Saint-Denis
- Tughtekin
- Zengi